# Liste der portugiesischen Botschafter in Nicaragua
Die Liste der portugiesischen Botschafter in Nicaragua listet die Botschafter der Republik Portugal in Nicaragua auf. Die beiden Länder unterhalten mindestens seit 1910 direkte diplomatische Beziehungen.
Erstmals akkreditierte sich ein Vertreter Portugals im Jahr 1958 in Nicaragua. 1966 eröffnete Portugal eine eigene Botschaft in der nicaraguanischen Hauptstadt Managua, die 1972 wieder geschlossen wurde. Seither ist wieder der Botschafter Portugals in Mexiko für Nicaragua zuständig, der sich dazu dort zweitakkreditiert.
In der nicaraguanischen Hauptstadt Managua ist ein Honorarkonsulat Portugals eingerichtet.

## Missionschefs
| Name                                          | Bild      | Amtszeit                           | Anmerkungen                                                                         |
| Nicaragua                                     | Nicaragua | Nicaragua                          | Nicaragua                                                                           |
| --------------------------------------------- | --------- | ---------------------------------- | ----------------------------------------------------------------------------------- |
| Eduardo Alberto Bacelar Machado               |           | ab 3. März 1958                    | Ministro Plenipotenciário mit Amtssitz Mexiko-Stadt, 1958 in Managua akkreditiert   |
| Nuno Álvares Adrião Bessa Lopes               |           | 6. Oktober 1966 –26. September 198 | Botschafter mit Amtssitz Managua                                                    |
| Gonçalo Aires de Santa Clara Gomes            |           | 15. November 1968 –19. August 1970 | Übergangs-Geschäftsträger am Amtssitz Managua                                       |
| António de Almeida Leite Cruz                 |           | 19. August 1970 –4. Oktober 1972   | Botschafter mit Amtssitz Managua, am 6. September 1970 akkreditiert                 |
| António Eduardo de Carvalho Ressano Garcia    |           | ab 1977                            | Botschafter mit Amtssitz Mexiko-Stadt, am 31. Mai 1977 akkreditiert                 |
| José Custódio de Freitas Fernandes Fafe       |           | ab 1977                            | Botschafter mit Amtssitz Mexiko-Stadt (nicht in Managua akkreditiert)               |
| João Eduardo Nunes de Oliveira Pequito        |           | ab 1981                            | Botschafter mit Amtssitz Mexiko-Stadt (nicht in Managua akkreditiert)               |
| Francisco José Laço Treichler Knopfli         |           | ab 1984                            | Botschafter mit Amtssitz Mexiko-Stadt, am 24. Oktober 1984 in Managua akkreditiert  |
| António Cabrita Matias                        |           | ab 1988                            | Botschafter mit Amtssitz Mexiko-Stadt, am 12. Oktober 1988 in Managua akkreditiert  |
| Álvaro Gil Gonçalves Pereira                  |           | ab 1993                            | Botschafter mit Amtssitz Mexiko-Stadt, am 14. Dezember 1993 in Managua akkreditiert |
| António Chambers de Antas de Campos           |           | ab 1999                            | Botschafter mit Amtssitz Mexiko-Stadt                                               |
| Manuel Marcelo Monteiro Curto                 |           | ab 2002                            | Botschafter mit Amtssitz Mexiko-Stadt                                               |
| Francisco Manuel Guimarães Henriques da Silva |           | ab 2004                            | Botschafter mit Amtssitz Mexiko-Stadt                                               |
| Francisco Domingos Garcia Falcão Machado      |           | ab 2007                            | Botschafter mit Amtssitz Mexiko-Stadt                                               |
| João José Gomes Caetano da Silva              |           | ab 2011                            | Botschafter mit Amtssitz Mexiko-Stadt                                               |
| Jorge Ayres Roza de Oliveira                  |           | seit 2015                          | Botschafter mit Amtssitz Mexiko-Stadt                                               |